# Phelocalocera
Phelocalocera is een kevergeslacht uit de familie van de boktorren (Cerambycidae). De wetenschappelijke naam van het geslacht werd voor het eerst geldig gepubliceerd in 1857 door Thomson.

## Soorten
Phelocalocera omvat de volgende soorten:
- Phelocalocera peregrina (Thomson, 1857)
- Phelocalocera queketti (Distant, 1906)